# 塚本恋乃葉
塚本 恋乃葉（つかもと このは、2004年10月26日 - ）は、日本のタレント。広島県広島市佐伯区出身。ホリプロ所属。

## 略歴
2022年、「第45回ホリプロタレントスカウトキャラバン」に応募したが、3次審査で落選。
翌2023年、「第46回ホリプロタレントスカウトキャラバン」に再びチャレンジし、応募総数2万824名の中からグランプリを受賞。賞金100万円を獲得する。
グランプリ受賞翌日の11月5日、TBS系『アッコにおまかせ!』でテレビ初出演を果たした。
2024年5月、永谷園のCMでCMデビューし、憧れだった出川哲朗と初共演した。
2024年8月から放送のテレビ朝日系ドラマ『素晴らしき哉、先生!』で生徒役37人の一人に選ばれ、連続ドラマ初出演。

## 人物
- 三姉妹の末っ子[3]。
- 父は1988～90年に広島東洋カープに所属した投手で、引退後競輪選手に転向した塚本善之[5][3]。カープ女子[1]であり、球団の年間シート特典で2023年のカープの始球式に登板する権利を持っていたが、スカウトキャラバンの選考と重なり断念した[3]。その後、2024年5月22日のMAZDA Zoom-Zoom スタジアム広島における広島対阪神戦にて始球式を務め、ノーバウンド投球を披露した[10]。
- 小学生の頃は、父の影響でガールズケイリンの選手を目指していた[11]。
- スカウトキャラバンの最終オーディションの自己PRでは「モデルウォークをしながら顔に洗濯バサミを挟む」というパフォーマンスを披露した[12]。
- 趣味は、食べること、サウナ[1]。
- 特技、バレーボール（小中高でバレー部で国体候補選手）[1]。小学校4年生から高校3年生まで9年間バレーボール部に所属[2][13][14]。短距離走（50ｍ6.9秒）、メンタルが強いと自負[1]。
- 好きなもの、豚汁、チゲ鍋、梨[1]。
- 苦手なもの、ダンス[1]。
- 憧れの芸能人は、同郷の綾瀬はるかと、中条あやみ[3]。
- 日本テレビ『世界の果てまでイッテQ!』に出演する出川ガールである[3][15][14]。
- 好きな男性のタイプは吉沢亮[16]。また、ホリプロの先輩の船越英一郎やさまぁ〜ずをタイプとして挙げている[12]。
- 2023年現在は広島県の大学に在学中。

## 出演

### テレビ
- アッコにおまかせ!（2023年11月5日、TBS）
- 熱闘!Mリーグ（2023年11月5日、2024年1月7日、テレビ朝日）
- イマナマ!（2023年11月24日、RCC）
- GINZA CASSETTE SONG（2023年12月14日・21日、BS-TBS）
- 新春 芸能人対抗駅伝（2024年1月3日、テレビ東京）
- TSSライク!（2024年1月5日 - 、テレビ新広島）
  - 金曜コーナー「恋乃葉の頂きマッスル!」（2024年1月5日 - 2024年9月27日）
  - 金曜コーナー「恋乃葉の恋するバス散歩」（2024年10月11日 - 2025年3月21日）
  - 金曜コーナー「歴史にずきゅん。ひろしま棚さんぽ」（2025年4月4日 - ）
- ピタニュー（2024年1月11日、2025年4月7日 - 、広島ホームテレビ）
  - 隔週月曜コメンテーター（2025年4月7日 - ）
- 踊る!さんま御殿!!（2024年1月16日、日本テレビ）
- ひろしま満点ママ!!（2024年1月17日、1月24日、テレビ新広島）
- 前略、大とくさん（2024年2月4日、中京テレビ）
- まきの人力車（2024年2月23日、テレビ新広島）
- イッテQ! 新メンバー発掘プロジェクト（2024年4月6日・13日・20日、日本テレビ）
- カープ開幕直前SP 鯉党!達川内閣（2025年3月25日、テレビ新広島）
- プロ野球ニュース（2025年3月29日 - 、フジテレビONE） - 隔週土曜MC
- 世界の果てまでイッテQ!（2025年4月6日・20日、日本テレビ）

### テレビドラマ
- 素晴らしき哉、先生!（2024年8月18日 - 10月6日、朝日放送テレビ・テレビ朝日） - 細野くるみ 役[17][18][19]

### 映画
- 惑星ラブソング（2025年6月13日） - テレビリポーター 役[20]
- シケモクとクズと花火と（2025年公開予定） - ミク 役

### ラジオ
- ラジオペナントレース（2023年11月11日、ニッポン放送）
- HITS! THE TOWN（2023年11月18日、NACK5）
- 藤原竜也のラジオ（2023年11月24日、ABCラジオ）
- さまぁ〜ずのさまラジ（2023年11月25日、ニッポン放送）
- ヨルノバ（2023年11月27日、RCCラジオ）
- 丸園音楽堂（2023年11月27日週、JFN）
- 増田雄二と久保乃々花のスカウトラジオ（2023年12月10日、ABCラジオ）
- 松ちゃん・大ちゃんのふくふくサタデー（2023年12月30日、RCCラジオ）
- 楽器楽園〜ガキパラ〜 for all music-lovers（2024年1月9日、文化放送）
- ショウアップナイタースペシャル ラジオペナントレース（2025年3月8日、ニッポン放送）

### 配信
- 「テンキス 〜キスすると人は恋に落ちるのか？〜」（2024年2月1日、Lemino）#8ゲスト

### CM
- 永谷園
  - 「レンジのススメ」「お茶づけ海苔」（2024年）
  - 「中華そうざいの素 麻婆春雨」（2025年）[21]
- 広島電鉄「MOBIRY DAYS」（2024年）[22]
- みどりグループ（2024年）
- 中国計器工業「CKメータリング」（2025年）
- ゆめタウン・ゆめマート 火曜日ゆめアプリ食品売場5倍（2025年）

### イベント
- カープファン感謝デー2023（2023年11月23日）
- TGC熊本2024（2024年4月13日）
- GirlsAward 2024 AUTUMN/WINTER（2024年10月19日）
- GirlsAward 2025 SPRING/SUMMER（2025年5月3日）

### 雑誌
- WiNK UP（2023年12月7日、ワニブックス）
- BOMB（2023年12月8日、ワン・パブリッシング）

### その他
- MOBIRY DAYS イメージキャラクター[22]
- 目黒消防署一日署長（2025年3月2日）
- 佐伯警察署一日警察署長（2025年3月29日）